# Jean-Marie Gustave Le Clézio
Jean-Marie Gustave Le Clézio (Niza, Francia, 13 de abril de 1940), normalmente abreviado como J. M. G. Le Clézio, es un escritor francés, autor de más de cuarenta obras y que fue galardonado con el Premio Nobel de Literatura en 2008.

## Biografía
Le Clézio proviene de una familia bretona emigrada a Isla Mauricio en el siglo XVIII. Su padre es inglés y su madre bretona; vivieron en África donde él trabajó hasta jubilarse, y él volvió a Francia solo para tener a sus dos hijos. Así sucedió en 1940 con el futuro escritor, pero al iniciarse en ese momento la Segunda Guerra Mundial su padre, dada su nacionalidad, no pudo ver ya a su familia que quedó en Niza. En esta ciudad su madre (que se escondía de la Gestapo) y su abuela enseñaron a leer a Le Clézio. Cuando tenía 8 años, se trasladó un tiempo con su madre y hermano a Nigeria, donde su padre servía como cirujano en las Fuerzas Armadas Británicas; este viaje en la infancia fue definitivo, y la figura paterna le inspirarán la novela Onitsha (1991) y El africano (2004), donde retoma su experiencia con su padre en un escrito muy personal.
Le Clézio inició sus estudios superiores en la Universidad de Bristol de 1958 a 1959, pero terminó su licenciatura en el Collège Universitaire Littéraire de la Universidad de Niza. Era un gran espectador de cine, como se reflejará en libros futuros, así Ballaciner de 2007. Después de graduarse como doctor en letras, se mudó a los Estados Unidos como profesor. En 1967, fue enviado a Tailandia para realizar el servicio militar, pero, expulsado por protestar contra la prostitución infantil, fue enviado a México para cumplirlo. Entre 1970 y 1974, vivió con los indios Embera-Wounaan de Panamá.
Escribió una tesis doctoral sobre Henri Michaux, por la que obtuvo un máster en la Universidad de Aix-en-Provence, en 1964; más tarde, en 1983, escribió otra tesis en la Universidad de Perpiñán sobre los comienzos de la historia del México colonial: La conquista de Michoacán.
Tras especializarse en literatura francesa, Le Clézio se hizo famoso a los 23 años con su primera novela, Le Procès-verbal (El atestado), de 1963 que fue seleccionada para el Premio Goncourt y que obtuvo el Premio Renaudot de ese año. En ella definía su literatura como existencialista, pero también próxima a las obras de sus coetáneos, también franceses, Georges Perec y Michel Butor, que estaban revolucionando la literatura.[cita requerida] Desde entonces, ha publicado más de cincuenta libros, entre cuentos, novelas, ensayos, dos traducciones sobre la mitología hindú, un sinnúmero de prefacios y comentarios en diversas publicaciones.
En 1975 contrajo matrimonio con Jemia, saharaui del entonces Sahara español; con ella ha tenido dos hijas, y firmó Gens des nuages (Gentes de las nubes), relato de una visita al Sáhara Occidental. Desde 1990 ha alternado su lugar de residencia entre Albuquerque (Nuevo México, Estados Unidos), Mauricio —isla donde ha realizado una investigación amplia sobre sus orígenes familiares (tiene también esta nacionalidad desde hace decenas de años)—, y Niza.
Le Clézio ha tenido otros reconocimientos, además del juvenil. Fue el primero en obtener el Premio Paul Morand en 1980, adjudicado por la Academia francesa, por su novela Desierto. En 1994 fue elegido por los lectores de la revista francesa Lire como el mejor escritor francés vivo. Y el 9 de octubre de 2008 fue galardonado con el Premio Nobel de Literatura, por ser "El escritor de la ruptura, de la aventura poética y de la sensualidad extasiada, investigador de una humanidad fuera y debajo de la civilización reinante".

## Trayectoria literaria
Empezó a escribir novelas de aventuras muy temprano, a los 7 años, y siguió haciéndolo durante años. Hasta 1963 no publicó nada, pues consideraba que esos escritos juveniles eran meramente preparatorios para su oficio futuro. Su carrera literaria puede dividirse en dos grandes períodos. En el primero de ellos, de 1963 a 1975, Le Clézio exploró la locura, el lenguaje reiterativo, la escritura torrencial y se dedicó a la experimentación, al igual que hicieron autores contemporáneos suyos, como Georges Perec y Michel Butor. La imagen pública de Le Clézio era la de un innovador rebelde, y recibió elogios de Michel Foucault y Gilles Deleuze.
A su primera novela, El atestado, siguieron otras dos en las que también realizó una descripción de los tiempos de crisis. Ellas son la colección de relatos La Fièvre (La fiebre) de 1965 y El diluvio de 1966, en las que pone de manifiesto los conflictos y el miedo predominantes en las principales ciudades del mundo occidental. En esta etapa también destacó como autor comprometido con la ecología, como demuestran sus obras Terra amata de 1967 y Le Livre des fuites (El libro de las huidas) de 1969.
El segundo periodo comenzó a finales de los años 70 en los que el estilo de Le Clézio viró drásticamente. Abandonó la experimentación; el estado de ánimo de sus novelas se convirtió en menos atormentado, abordó temas como la infancia, la adolescencia o los viajes, con los que logró atraer a un número de lectores más amplio. En 1980 escribió el relato Desierto, que pone de manifiesto el contraste entre "la grandiosidad de las culturas perdidas del norte de África y la mirada de los inmigrantes indeseados en Europa", basándose en la familia de su mujer. El buscador de oro y Viaje a Rodrigues, de 1985-86 recrean su visión de la Isla Mauricio, como luego en La cuarentena, de 1995. En 2003, publicó Révolutions, que es su mayor síntesis autobiográfica, trasmutada en una novela.
Pero no hay que olvidar las obras que se centraron en la cultura amerindia, en la que profundiza a partir de la traducción de obras como Les Prophéties du Chilam Balam (Las profecías del Chilam Balam) y El sueño mexicano o el pensamiento interrumpido. La temática de sus obras cambió, fue centrándose en viajes y mundos desconocidos, por lo que obtuvo mayor éxito de ventas. Sin embargo, como el autor señala, él no viaja en realidad, sino que busca distintos lugares para implantarse; pues, una vez elegidos, quiere adaptarse en ellos, adquirir todas las costumbres del lugar elegido en cada etapa: "Son para mí como vidas sucesivas". De ahí la fuerza de su literatura.
Escribe Urania, con un trazado abiertamente utópico (tiene como modelo lejano la utopía de Tomás Moro). Decía Le Clézio en ese año, 2006, que le gustaría "remitirme a la idea de la novelista Flannery O'Connor, mujer tan pesimista como sensible: mediante una intuición fulgurante, percibe el mundo y la sociedad humana en toda su compleja violencia como cualquier niño en cuanto abre los ojos a la vida que le rodea". Con Ballaciner, de 2007, ha hecho una pequeña y original historia del cine basada en su experiencia. Su novela La música del hambre, aparecida en 2008, antes de ser premiado, recuerda la juventud de su madre sobre el fondo de la Francia ocupada.

## Obra
- 1963 : Le Procès-verbal, novela. → Trad. El atestado, Madrid, Cátedra, 2008.
- 1965 : La Fièvre, relatos.
- 1966 : Le Déluge, novela. → Trad. El diluvio, Barcelona, Seix-Barral, 2008.
- 1967 : L'Extase matérielle, ensayo.
- 1967 : Terra Amata.
- 1969 : Le Livre des fuites. → "El libro de las huidas"
- 1970 : La Guerre. → Trad. La guerra, Barcelona, Barral, 1972.
- 1970 : Lullaby.
- 1971 : Haï.
- 1973 : Mydriase.
- 1973 : Les Géants. → "Los Gigantes"
- 1975 : Voyages de l'autre côté. → Trad. Viajes del otro lado , Montevideo, Trilce, 1995.
- 1976 : Les Prophéties du Chilam Balam.
- 1978 : Vers les icebergs, ensayo sobre Henri Michaux. → "Hacia los icebergs"
- 1978 : Mondo et autres histoires. → Trad. Mondo y otras historias, B. Aires, Eudeba, 1997; Mondo e outras historias, Edicións Xerais de Galicia, 2008.
- 1978 : L'Inconnu sur la Terre. → "El desconocido en La Tierra"
- 1980 : Désert. → Trad. Desierto, Barcelona, Tusquets, 2008.
- 1980 : Trois villes saintes, ensayo. Trad. Tres ciudades santas, México, UAM, 1980.
- 1982 : La Ronde et autres faits divers. "La Ronda y otros hechos diversos"
- 1984 : Relation de Michoacán. → Trad. La conquista divina de Michoacán, México, FCE, 2008.
- 1985 : Le Chercheur d'Or. → Trad. El buscador de oro, Barcelona, La otra orilla, 2008.
- 1986: Voyage à Rodrigues. → Trad. Viaje a Rodrigues, Barcelona, La otra orilla, 2008.
- 1986: Sur Lautréamont, para Complexe, artículos sobre el poeta con Blanchot y Gracq.
- 1987: Les années Cannes, sobre 40 años del festival de cine, con R. Chazal.
- 1988 : Le Rêve mexicain ou la pensée interrompue. → Tr. El sueño mexicano o el pensamiento interrumpido, México, FCE, 1992, ensayos sobre México desde el siglo XVI hasta el XX.
- 1989 : Printemps et autres saisons
- 1991 : Onitsha. → Trad. Onitsha, Barcelona, Tusquets, 2008.
- 1992 : Étoile errante.
- 1992 : Pawana.
- 1994 : Diego et Frida. → Trad. Diego y Frida, Madrid, Temas de hoy, 2008, biografía.
- 1995 : Ailleurs, entrevistas con J.L. Ezine.
- 1995 : La Quarantaine. → Trad. La cuarentena, Barcelona, Tusquets, 2008.
- 1997 : Le Poisson d'or. → Trad. El pez dorado, Barcelona, Tusquets, 2008.
- 1997 : Gens des nuages, viaje al Sáhara descrito con Jemia.
- 1997 : La Fête chantée, et autres essais de thème amérindien.
- 1998 : L'inconnu sur la Terre, ensayo.
- 1999 : Hasard, seguido de Angoli Mola.
- 2000 : Cœur brûle et autres romances.
- 2002 : Tarabata, con el dramaturgo B.-M. Koltès.
- 2003 : Peuple du ciel, novela.
- 2003 : Révolutions, novela — Revoluciones, trad.: Juana Bignozzi; Buenos Aires / Madrid, Adriana Hidalgo Ediciones, 2013.
- 2004 : L'Africain, relato autobiográfico — El africano, trad.: Juana Bignozzi; Buenos Aires, Adriana Hidalgo, 2008.
- 2006 : Raga. Approche du continent invisible, ensayo sobre Oceanía.
- 2006 : Ourania, novela. → Trad. Urania, Buenos Aires, El cuenco de plata, 2007.
- 2007 : Ballaciner, sobre su experiencia con el cine.
- 2008 : Ritournelle de la faim, novela. → Trad. La música del hambre, Barcelona, Tusquets, 2009.

- 2011 : Histoire du pied et autres fantaisies, nouvelles, Gallimard, Paris, 352 p. (ISBN 978-2070136346)
- 2014 : Tempête, deux novellas, Gallimard, Paris, 240 p. (ISBN 978-2-07-014535-5)

## Controversia
Es un firme defensor de Mamá Rosa, directora de un refugio mexicano allanado por la policía en julio de 2014, cuando se encontraron niños, comiendo alimentos en mal estado y mantenidos en contra de la voluntad de sus padres. Él escribió un artículo en Le Monde argumentando que está cerca de la santidad.